# Crawley (Oxfordshire)
Crawley – wieś w Anglii, w hrabstwie Oxfordshire, w dystrykcie West Oxfordshire. Leży 19 km na zachód od Oksfordu i 101 km na zachód od Londynu. W 2001 miejscowość liczyła 149 mieszkańców.